# Seehäuser Wochenblatt
Das Seehäuser Wochenblatt war eine deutsche regionale Tageszeitung in der Altmark. 
Sie hieß zunächst Wochenblatt für den Osterburger Kreis, später Wochenblatt für Seehausen in der Altmark und Umgegend und seit Januar 1915 Seehäuser Wochenblatt.
1944 stellte sie unter dem Titel „Seehäuser Wochenblatt - Werbener Zeitung : Tageszeitung für die nordöstliche Altmark. Älteste Zeitung des Kreises“ das Erscheinen ein.